# George Oppenheimer
Pour les articles homonymes, voir Oppenheimer.
George Oppenheimer (né le 7 février 1900 à New York, mort le 14 août 1977) est un critique, scénariste et éditeur américain.

## Biographie
Diplômé du Williams College, il commence à travailler pour des publications publicitaires, avant de fonder Viking Press avec Harold Guinzburg en 1925. Par la suite scénariste, il est nommé pour un Oscar du meilleur scénario en 1943 pour The War Against Mrs. Hadley. Il est le cofondateur de la maison d'édition Viking Press

## Filmographie partielle
- 1935 : Code secret (Rendezvous) de William K. Howard
- 1936 : Une fine mouche (Libeled Lady)
- 1937 : London by Night de Wilhelm Thiele
- 1937 : The Last of Mrs. Cheyney
- 1937 : A Day at the Races
- 1938 : Nanette a trois amours (Three Loves Has Nancy) de Richard Thorpe
- 1938 : La Foule en délire (The Crowd Roars) de Richard Thorpe
- 1938 : Vive les étudiants (A Yank at Oxford)
- 1938 : Trois Hommes dans la neige (Paradise for Three) d'Edward Buzzell
- 1940 : Broadway qui danse
- 1940 : Monsieur Wilson perd la tête (I Love You Again)
- 1941 : Two-Faced Woman
- 1941 : The Feminine Touch
- 1942 : The War Against Mrs. Hadley
- 1942 : Un drôle de lascar (A Yank at Eton)
- 1942 : Pacific Rendezvous
- 1943 : L'Amour travesti
- 1946 : Lame de fond
- 1946 : Ève éternelle
- 1948 : Les Aventures de don Juan
- 1950 : La Femme aux maléfices (Born to Be Bad) de Nicholas Ray
- 1953 : Pages galantes de Boccace
- 1953 : Tonight We Sing

## Nominations et récompenses
- 1943 : nommé pour l'Oscar du meilleur scénario original pour The War Against Mrs. Hadley